# Tanya Stephens
Vivienne Stephenson, más conocida por su nombre artístico Tanya Stephens, (nacida el 2 de julio de 1973 en Kingston, Jamaica) es una de las figuras más destacadas del reggae surgidas en la segunda mitad de los años 90. Stephens es conocida por sus hits "Yuh Nuh Ready Fi Dis Yet" y "It's a Pity", que la hizo internacionalmente conocida.
Su disco Rebelution fue publicado en agosto de 2006, vendiendo todas sus unidades en Jamaica y otras partes del Caribe.

## Discografía

### Álbumes
- Big Things A Gwaan: RUNNetherlands 1994
- Too Hype: VP Records 1997
- Ruff Rider: VP Records 1998
- Sintoxicated: Warner 2001
- Gangsta Blues: VP Records 2004 Top Reggae Albums: #10
- Rebelution: VP Records 2006 Top Reggae Albums: #11
- Infallible: Expected in late 2009

### Sencillos
- "It's A Pity" (Doctor's Darling Riddim)
- "Yuh Nuh Ready Fi Dis Yet"
- "Draw fi Mi Finger"
- "Freaky Type"
- "Cry and Bawl"
- "Boom Wuk"
- "These Streets"
- "Dance 4 Me" (Mark Morrison featuring Tanya Stephens)
- "unapologetic"